# Hendrik Willem Mesdag

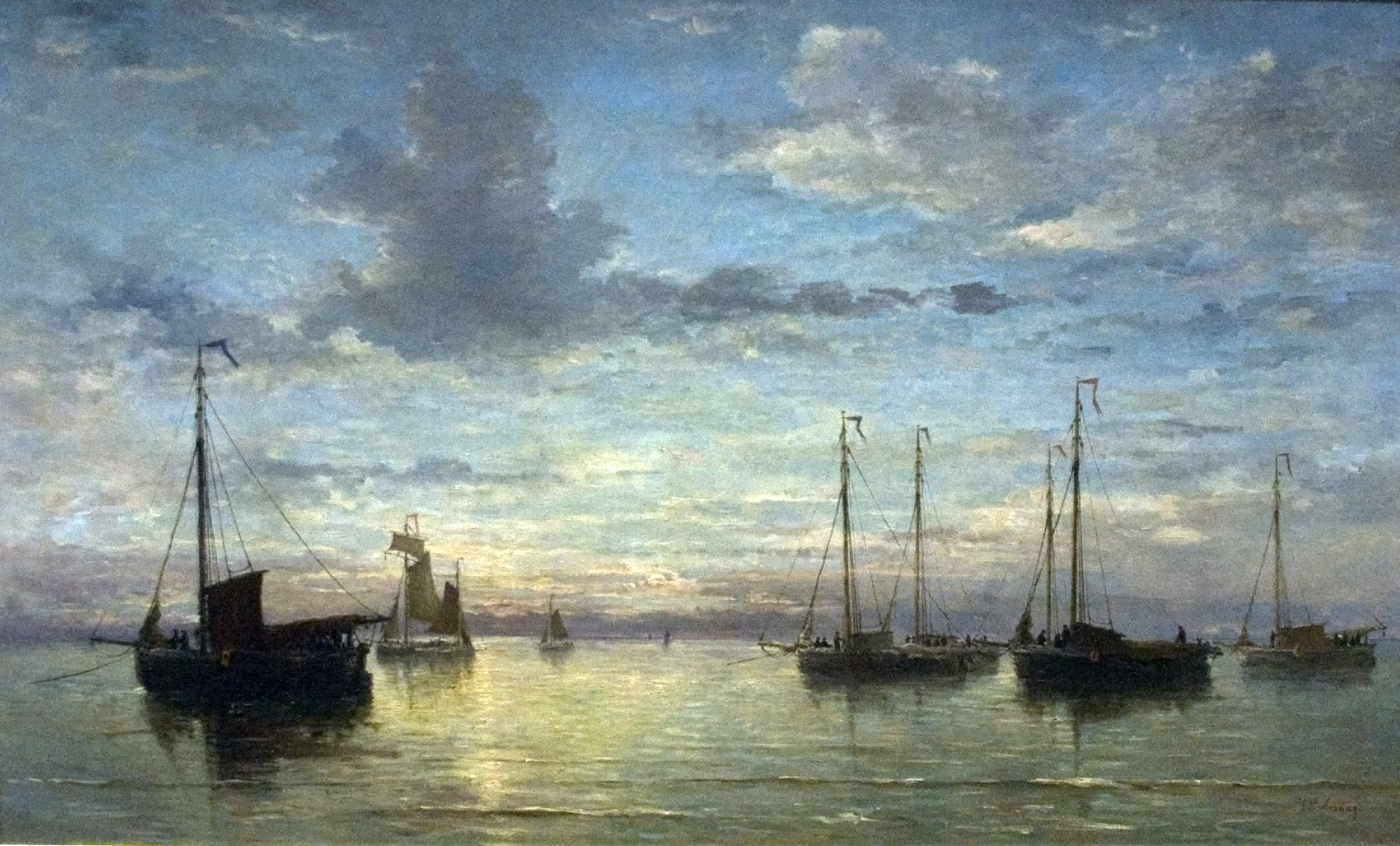
Este a tengeren - Mesdag képe a Teylers Múzeumban

Hendrik Willem Mesdag (Groningen, 1831. február 23. – Hága, 1915. július 10.) holland festő és műgyűjtő. Elsősorban tengeri tájképeket festett a hágai iskola stílusában. Nagyszabású panorámaképe Hága egyik turisztikai nevezetessége. Házában már életében múzeumot alakított ki, ami ma is működik.

## Élete
Az észak-hollandiai Groningenben született mennonita családban, apja üzletember volt. Már gyermekkorában nagy érdeklődést mutatott a művészetek iránt; 14 éves volt, amikor ismertté vált egy vízesést ábrázoló rajzával. Fiatalkori tanítómesterei Cornelis Bernudes Buys és Johannes Hinderikus Egenberger, a helyi Academie Minerva művészeti iskola igazgatója voltak.
Szülei üzleti pályára szánták. 1856-ban feleségül vette Sina van Houtent, aki szintén komolyan érdeklődött a művészetek iránt és maga is festett. Egy gyermekük született, de korán meghalt.
1866-ban feladta üzleti pályáját és teljesen a festészet felé fordult. A következő nyarat Oosterbeekben, a „holland Barbizonban” töltötte, ahol Johannes Warnardus Bilders-szel dolgozott együtt. A francia Barbizon alkotói később is nagy hatással voltak rá, amikor magán-múzeumi gyűjteményét bővítette Hágában.
Unokatestvére, Lawrence Alma-Tadema, ugyancsak festő, mutatta be őt Brüsszelben Willem Roelofsnak, aki a legfontosabb mesterévé vált 1866 és 1869 között. Baráti kapcsolatban állt Alfred Verwee flamand festővel is.

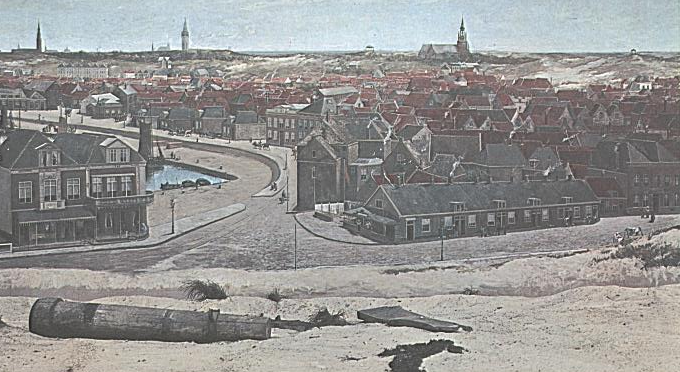
A Mesdag Panoráma részlete

1868 nyarán családjával a Watt-tenger szigetére, Norderneyre költözött. Ott fedezte fel a tengeren, a tengeri levegőben érvényesülő fényhatásokat. Benyomásai meghatározóak lettek egész későbbi festészetére. 1869-ben Hágába költözött.
1870-ben kapta az első művészi elismerést, a párizsi Szalon aranyérmét egy tengeri képéért. 1873 és 1896 között számos további díjat nyert nemzetközi kiállításokon. Felvételt nyert a Pulchri Studio nevű hágai művészeti társaságba, majd annak 1889 és 1907 között az elnöke, később haláláig tiszteletbeli elnöke volt.
Művészi tevékenysége mellett, üzleti hátterének köszönhetően, élénk műgyűjtői tevékenységet is folytatott, főleg Párizsban. 1902-ben megkapta a francia Becsületrend tiszti fokozatát.
Felesége 1909-ben hunyt el. Mesdagot az 1915-ben bekövetkezett halála után mellé temették a tengerpart közelében lévő temetőben, sírkövükön csak a Mesdag név olvasható.

## Utóélete
Műgyűjtői tevékenysége során több mint 200 képet vásárolt és helyezett el a hágai házának kertjében egy külön erre a célra készült épületben. A róla elnevezett múzeum ma is e helyen, a Laan van Meerdervoort 7f szám alatt áll. A gyűjteményt gerincét a barbizoni mesterek művei adják, köztük Paál László egy képével. Magánmúzeumát még 1903-ban a holland államnak ajándékozta, ezért megkapta az Oranje Nassau rend nagykeresztjét. A múzeum ma is Hága egyik élénken látogatott nevezetessége.
Leghíresebb alkotása a scheveningeni tengerpartot ábrázoló nagyszabású körkép, a 14 méter magas és 120 méter hosszú (a kör kerülete mentén) Panorama Mesdag, amit felesége és több más fiatal festő segítségével festett 1881-ben. A körkép a Mesdag múzeum közelében (Zeestraat 65), egy erre a célra szolgáló épületben tekinthető meg.

## Fordítás
- Ez a szócikk részben vagy egészben a Hendrik Willem Mesdag című holland Wikipédia-szócikk ezen változatának fordításán alapul.  Az eredeti cikk szerkesztőit annak laptörténete sorolja fel. Ez a jelzés csupán a megfogalmazás eredetét és a szerzői jogokat jelzi, nem szolgál a cikkben szereplő információk forrásmegjelöléseként.